# Nervilia palawensis
Nervilia palawensis är en orkidéart som beskrevs av Rudolf Schlechter. Nervilia palawensis ingår i släktet Nervilia och familjen orkidéer. Inga underarter finns listade i Catalogue of Life.